# Jeff Hoggan
Jeffrey Allan „Jeff“ Hoggan (* 1. Februar 1978 in Hope, British Columbia) ist ein ehemaliger kanadischer Eishockeyspieler, der im Verlauf seiner aktiven Karriere zwischen 1998 und 2017 unter anderem annähernd 850 Spiele in der American Hockey League (AHL) auf der Position des linken Flügelstürmers bestritten hat. Zudem absolvierte Hoggan weitere 107 Spiele für die St. Louis Blues, Boston Bruins und Phoenix Coyotes in der National Hockey League (NHL).

## Karriere

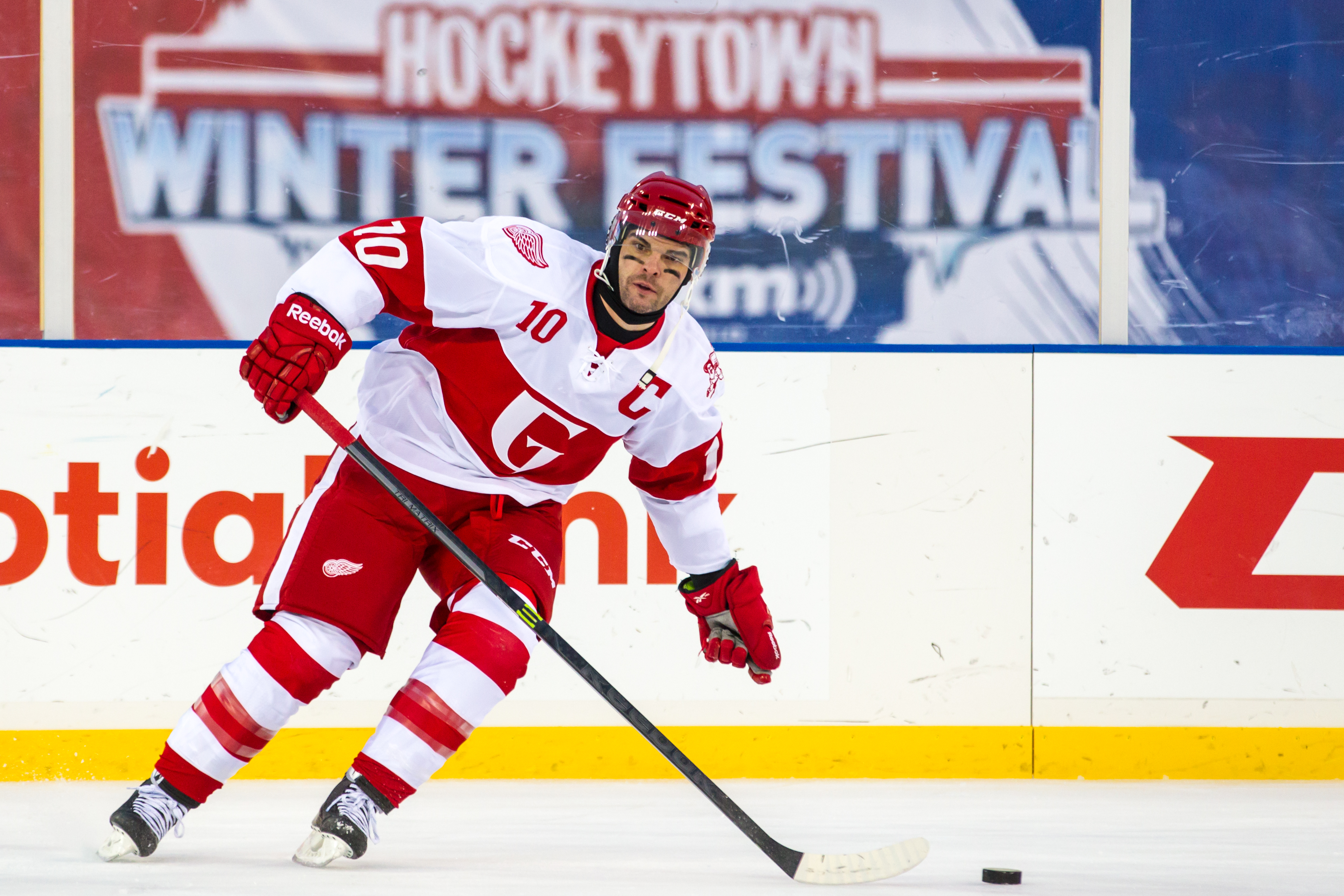
Hoggan im Trikot der Grand Rapids Griffins (2013)

Hoggan begann seine Karriere als Eishockeyspieler in der British Columbia Hockey League (BCHL) beim Juniorenteam Powell River Paper Kings, für die er zwischen 1996 und 1998 aktiv war. Von 1999 bis 2002 besuchte er die University of Nebraska Omaha, für deren Eishockeymannschaft er parallel in der National Collegiate Athletic Association (NCAA) spielte. Dort konnte er vor allem in seinem letzten Jahr überzeugen, in dem er Assistenzkapitän seiner Mannschaft war und in dem er sowohl in das erste All-Star Team der Central Collegiate Hockey Association (CCHA) als auch das zweite All-American Team der Western Conference der NCAA gewählt wurde. Im April 2002 erhielt er einen Probevertrag bei den Houston Aeros aus der American Hockey League (AHL), bei denen er die Saison 2001/02 beendete. Im August desselben Jahres unterschrieb er zudem einen Vertrag als Free Agent bei Houstons Kooperationspartner Minnesota Wild aus der National Hockey League (NHL), kam jedoch in den folgenden beiden Spielzeiten ebenfalls nur für die Aeros in der AHL zum Einsatz.
Die Saison 2004/05 verbrachte Hoggan bei den Worcester IceCats in der AHL. Die NHL setzte in dieser Spielzeit aufgrund eines Lockouts aus und nach Wiederaufnahme des Spielbetriebs erhielt der Linksschütze ebenfalls einen Vertrag bei den St. Louis Blues, deren Farmteam die IceCats waren. Bei den Blues konnte er sich in der Saison 2005/06 auf Anhieb einen Stammplatz erkämpfen und erzielte in 52 Spielen zwei Tore und gab sechs Vorlagen. Zur folgenden Spielzeit wechselte er innerhalb der NHL zu den Boston Bruins, bei denen er in seinem ersten Jahr ebenfalls regelmäßig in der NHL zum Einsatz kam, während er parallel für deren AHL-Farmteam Providence Bruins auflief. In der Saison 2007/08 stand er nur noch einmal für Boston in der NHL auf dem Eis, konnte jedoch bei deren Farmteam aus Providence mit 67 Scorerpunkten, davon 32 Tore, in 76 Spielen überzeugen.
Von 2008 bis 2010 spielte Hoggan für die San Antonio Rampage in der AHL, bei denen er in der Saison 2009/10 darüber hinaus Mannschaftskapitän war. Zudem kam er in diesem Zeitraum zu insgesamt acht Einsätzen für deren Kooperationspartner Phoenix Coyotes in der NHL. Für die Saison 2010/11 wechselte der Kanadier zu den Grizzly Adams Wolfsburg aus der Deutschen Eishockey Liga (DEL). Zur folgenden Spielzeit erhielt Hoggan einen Kontrakt beim Ligakonkurrenten Hannover Scorpions und erzielte dort in 43 Spielen 28 Scorerpunkte. Um seine Chance zu wahren noch einmal einen Vertrag in der NHL zu bekommen, wechselte Hoggan nach nur zwei Spielzeiten in der DEL zur AHL-Organisation Grand Rapids Griffins, dem Farmteam der Detroit Red Wings. Dort gewann er am Ende der Saison 2012/13 den Calder Cup sowie in der Spielzeit 2014/15 den Fred T. Hunt Memorial Award. Zur Saison 2016/17 wechselte er zu den Iowa Wild, bevor er seine aktive Karriere für beendet erklärte.

## Erfolge und Auszeichnungen
| - 2002 CCHA First All-Star Team - 2002 NCAA West Second All-American Team - 2003 Calder-Cup-Gewinn mit den Houston Aeros | - 2013 Calder-Cup-Gewinn mit den Grand Rapids Griffins - 2015 Fred T. Hunt Memorial Award - 2016 Teilnahme am AHL All-Star Classic |

## Karrierestatistik
(Legende zur Spielerstatistik: Sp oder GP = absolvierte Spiele; T oder G = erzielte Tore; V oder A = erzielte Assists; Pkt oder Pts = erzielte Scorerpunkte; SM oder PIM = erhaltene Strafminuten; +/− = Plus/Minus-Bilanz; PP = erzielte Überzahltore; SH = erzielte Unterzahltore; GW = erzielte Siegtore; 1 Play-downs/Relegation; Kursiv: Statistik nicht vollständig)